# Gamma-globulină

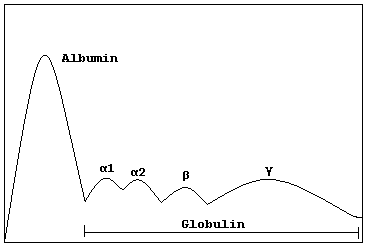
Reprezentare schematică a electroforezei în gel a proteinelor

Gamma-globulinele reprezintă o clasă de globuline care pot fi separate și identificate cu ajutorul electroforezei proteinelor serice. Cele mai importante gamma-globuline sunt imunoglobulinele (anticorpii; câteva exemple sunt IgA, IgG și IgM), deși nu toate imunoglobulinele sunt gamma-globuline.